# 130e brigade d'infanterie (Royaume-Uni)
La 130e brigade d'infanterie britannique (en anglais 130th Infantry Brigade) est une brigade d'infanterie de la Territorial Army (armée de réserve britannique).